# See Emily Play
See Emily Play este al doilea single înregistrat de trupa britanică de rock psihedelic Pink Floyd. A fost scris de liderul original al formației, Syd Barrett și înregistrat pe 23 mai 1967. Pe fața B a discului single se găsea melodia "Scarecrow". "See Emily Play" a apărut pe compilații cum ar fi Relics (1971), Works (1983) , Shine On (1992), Echoes: The Best of Pink Floyd (2001) și pe ediția aniversară de 40 de ani a albumului The Piper at the Gates of Dawn (2007). 

## Componență
- Syd Barrett - voce și chitară
- Richard Wright - claviaturi , orgă și voce de fundal
- Roger Waters - bas și voce de fundal
- Nick Mason - tobe și percuție